# Gredetin
Gredetin (cyr. Гредетин) – wieś w Serbii, w okręgu niszawskim, w gminie Aleksinac. W 2011 roku liczyła 539 mieszkańców.